# マイエン
マイエン（Mayen）はドイツの西部、ラインラントファルツ州の北部にある都市。モーゼル川からなる肥沃な土地とアイフェル高原の間にある黄土からなる大地を持ち、農業地帯の中心都市となっている。約25キロメートル東にはライン川沿いの大都市コブレンツがあり、交通の大動脈にも近い。市街地は城門や塔など中世の面影を残し、自然石の採掘や建築材や金属、繊維、製紙などの工業も盛んである。ギムナジウムや専門学校などもあり、地方の中ぐらいの都市を形成している。
フォアダーアイフェル連合自治体 (独: Verbandsgemeinde Vordereifel) の行政庁所在地である。

## 出身者
- ジャック・レーブ

## 引用
1. ↑  Statistisches Landesamt Rheinland-Pfalz – Bevölkerungsstand 31. Dezember 2023, Landkreise, Gemeinden, Verbandsgemeinden